# Чебураков, Кирилл Витальевич
Кирилл Витальевич Чебураков (21 февраля, 2006, Ростов-на-Дону) — российский футболист, нападающий клуба «Ростов», выступающий на правах аренды за белорусский клуб «Гомель».

## Биография
Воспитанник ростовского футбола. Занимался в академии клуба «Ростов» у тренеров Андрея Акопянца и Владимира Бурова. Выступал за вторую команду южан. Весной 2025 года юный форвард на правах аренды отправился в клуб белорусской Высшей лиги «Гомель». 30 марта дебютировал в элите в гостевом матче против «Немана» (1:0), в котором отыграл 65 минут.

### В сборной
В течение нескольких лет Кирилл Чебураков вызывался в различные юниорские сборные России, в составе которых принимал участие в международных турнирах и в товарищеских матчах.